# Amen Allah Tissaoui
Amen Allah Tissaoui (arabe : آمين الله تيساوي), né le 9 novembre 2004 à Jendouba, est un athlète handisport tunisien spécialisé en demi-fond. Il représente la Tunisie aux Jeux paralympiques d'été de 2024.

## Carrière
En mai 2024, Tissaoui participe aux championnats du monde d'athlétisme handisport et remporte une médaille d'or dans l'épreuve du 1 500 m T38 et une médaille de bronze dans l'épreuve du 400 mètres T37. Il représente ensuite la Tunisie aux Jeux paralympiques d'été de 2024 et y remporte une médaille de bronze dans l'épreuve du 400 m T37 puis une médaille d'or en 1 500 m T38.